# Évêché titulaire d'Auzia
 (février 2025).
Si vous disposez d'ouvrages ou d'articles de référence ou si vous connaissez des sites web de qualité traitant du thème abordé ici, merci de compléter l'article en donnant les références utiles à sa vérifiabilité et en les liant à la section « Notes et références ».
Auzia est un siège titulaire de l'Église catholique romaine. Son origine remonte à la ville romaine d'Auzia, dans la province romaine de Maurétanie césarienne.
| Évêque titulaire d'Auzia |                                 |                                                   |                  |                                  |
| N.                       | Nom                             | Poste                                             | du               | au                               |
|                          | Jean Daffis                     |                                                   | 19 janvier 1594  | 10 novembre 1597                 |
|                          | Jean de Bertier                 |                                                   | 25 février 1602  | 31 août 1602                     |
|                          | Antoine de Cous                 |                                                   | 15 mars 1604     | 1616                             |
|                          | Alphonse d’Elbène               |                                                   | 4 février 1608   | 8 février 1608                   |
|                          | Henri Clausse de Fleury         |                                                   | 28 avril 1608    | 1er avril 1624                   |
|                          | Philibert du Sault              |                                                   | 23 juillet 1618  | 25 mai 1623                      |
|                          | Pedro Luis Manso Zuñiga (en)    |                                                   | 6 juillet 1648   | 16 décembre 1669                 |
|                          | Jacques de Bourges, MEP         | Vicaire apostolique d'Hanoï                       | 27 novembre 1679 | 9 août 1714                      |
|                          | Lorenzo Taranco Mujaurrieta     | Évêque auxiliaire de Saint-Jacques-de-Compostelle | 27 février 1736  | 8 mars 1745                      |
|                          | Peter Creagh                    | Évêque coadjuteur de Waterford et Lismore         | 12 avril 1745    | 1750                             |
|                          | Vincenzo Sangermano (it), B     |                                                   | 14 février 1792  | Nomination non entrée en vigueur |
|                          | John McLaughlin                 |                                                   | 21 février 1837  | 18 août 1840                     |
|                          | Vincenzo Bufi Bocci             |                                                   | 15 février 1838  | 21 juillet 1850                  |
|                          | Giovanni Battista Arnaldi       | Administrateur de Terni                           | 18 mars 1852     | 7 mars 1853                      |
|                          | Vitale Galli                    | Évêque coadjuteur de Narni                        | 5 juillet 1875   | 9 janvier 1876                   |
|                          | Antonio Piterà (it)             | Évêque émérite de Bova                            | 20 mars 1877     | 10 mai 1913                      |
|                          | Francis Hong Yong-ho            | Vicaire apostolique de Pyongyang                  | 24 mars 1944     | 10 mars 1962                     |
|                          | Francisco Javier Gillmore Stock | Évêque militaire (de) du Chili                    | 4 septembre 1962 | 27 mai 1990                      |
|                          | Marcjan Trofimiak (uk)          | Évêque ordonné de Lemberg                         | 16 janvier 1991  | 25 mars 1998                     |
|                          | Ludwig Schick                   | Évêque ordonné de Fulda                           | 20 mai 1998      | 28 juin 2002                     |
|                          | Dominique You                   | Évêque ordonné de São Salvador da Bahia           | 11 décembre 2002 | 8 février 2006                   |
|                          | Jarosław Pryriz (uk) CSsR       | Évêque ordonné de Sambir-Drohobych                | 2 mars 2006      | 21 avril 2010                    |
|                          | Frank Richard Spencer (en)      | Évêque ordonné des forces armées des États-Unis   | 22 mai 2010      |                                  |